# Генцель, Райнхард
Райнхард Ге́нцель (нем. Reinhard Genzel; род. 24 марта 1952, Бад-Хомбург, ФРГ) — немецкий учёный-астрофизик. Лауреат Нобелевской премии по физике (2020).
Член Леопольдины (2002), иностранный член Французской академии наук (1998), Национальной академии наук США (2000), Лондонского королевского общества (2012).

## Биография
Сын профессора физики твёрдого тела Людвига Генцеля (1922—2003).
Учился во Фрайбургском университете и Боннском университете. В 1975 году окончил Боннский университет. В 1978 году защитил две диссертации доктора философии в Боннском университете и в Радиоастрономическом институте Макса Планка. Затем работал в США. В 1986 года вернулся в ФРГ, где стал работать в Обществе Макса Планка, в 1988 году стал профессором в Мюнхенском университете Людвига-Максимилиана. С 1999 года также преподаёт в Калифорнийском университете в Беркли. В 2010 году возглавил Институт внеземной физики общества Макса Планка.
Член Баварской академии наук (2003), действительный член Американского физического общества (1985).
Занимается созданием приборов для инфракрасной и субмиллиметровой астрономии. В том числе участвовал в разработке Very Large Telescope, Infrared Space Observatory, космической обсерватории Гершель. Его научная группа в середине 1990-х годов обнаружила вращательное движение звёзд в центре Млечного пути вокруг массивного объекта, возможно чёрной дыры (см. Стрелец A*). Независимо от него такие же результаты были получены группой Андреа Гез в Обсерватории Кека, за что оба учёных получили Нобелевскую премию. Также изучает эволюцию галактик и формирование звёзд.

## Награды и отличия
- Премия Ньютона Лэйси Пирса (1986)
- Премия имени Лейбница (1990)
- Премия Жюля Жансена (2000)
- Премия Бальцана (2003)
- Медаль Альберта Эйнштейна (2007)
- Премия Шао (2008) — «за выдающийся вклад в демонстрацию наличия сверхмассивной чёрной дыры в центре Млечного Пути»
- Медаль Отто Гана (2008)
- Лекция Карла Янского (2010)
- Медаль Карла Шварцшильда (2011)
- Премия Крафорда (2012)
- Премия Харви (2014)
- Медаль Гершеля (2014)
- Нобелевская премия (2020) — «за открытие сверхмассивного компактного объекта в центре нашей галактики», совместно с Андреа Гез, а также Роджером Пенроузом, которому премия присуждена «за открытие того, что образование чёрных дыр с необходимостью следует из общей теории относительности»
- Highly Cited Researcher (2020)[6]